# Strike the Blood
Strike the Blood (jap. ストライク・ザ・ブラッド, Sutoraiku za Buraddo) ist eine Light-Novel-Serie von Gakuto Mikumo und Manyako, die seit 2012 in Japan erscheint. Sie wurde als Manga und auch mehrfach als Anime adaptiert und ist in die Genres Mystery, Action und Harem einzuordnen. 

## Inhalt
Gerüchten zufolge soll der „Vierte wahre Stammvater“ in Tokio aufgetaucht sein: Ein übermächtiger Vampir, der die von den drei wahren Stammvätern beherrschte Welt der Vampire aus dem Gleichgewicht bringen könnte. Um ihn zu bekämpfen, lässt die Regierung eine Gruppe von Magiern bilden und den „Löwenorden“, ein Geheimdienst der japanischen Sicherheitsorgane, einen von ihnen auswählen. Die junge Schülerin Yukina Himeragi (姫柊 雪菜) wird schließlich nach Itogami ausgesandt, einer Insel vor Tokio, wo Dämonen das friedliche Zusammenleben mit Menschen erlaubt ist. Dort besucht sie sodann die Mittelschule und trifft auf den jungen Oberschüler und Vampir Kojō Akatsuki (暁 古城), der eben jener „Vierte wahre Stammvater“ sein soll. Doch der 16-Jährige ist sich seiner Kräfte unsicher und hat vor allem mit den attraktiven jungen Frauen um ihn herum zu kämpfen, deren Reize auch seine vampirischen Instinkte wecken. Die Lust nach Blut stillt er dann, indem er sein eigenes trinkt. So ist Himeragi von ihrem vermeintlichen Gegner erstaunt. Da sie ihn nicht als Gefahr sieht, will sie ihm als seine Wächterin helfen, seine Kräfte unter Kontrolle zu halten. Sie zieht dafür in das Zimmer ihm gegenüber und mischt sich in seinen Alltag ein, ganz zum Unbehagen Akatsukis. Doch die beiden kommen sich mit der Zeit näher und Himeragi freundet sich auch mit anderen Mitschülern an. Den wachsenden Zusammenhalt brauchen sie bald, wenn sie immer wieder von Dämonen und Kampfzauberern angegriffen werden.

## Buch-Veröffentlichungen
Die Light Novel erschien von Mai 2011 bis August 2020 beim Verlag ASCII Media Works unter dem Label Dengeki Bunko. Sie umfasst 22 Bände und zusätzlich 4 Bände mit Nebengeschichten. Eine englische Übersetzung erscheint bei Yen Press und eine chinesische bei Kadokawa Taiwan.
Von Juni 2012 bis Dezember 2016 erschien im Magazin Dengeki Daioh beim gleichen Verlag eine Manga-Adaption der Light Novel, geschrieben von Gakuto Mikumo und gezeichnet von Tate. Die Kapitel erschienen auch in zehn Sammelbänden. Planet Manga veröffentlichte die Serie von Juli 2012 bis Februar 2018 auf Deutsch. Die Übersetzung stammt von Yuko Keller. Eine englische Fassung erschien bei Yen Press, eine französische bei Kana und eine chinesische bei Kadokawa Taiwan.
Ab Oktober 2016 erschien im Dengeki Bunko Magazine außerdem eine weitere Manga-Adaption in Yonkoma-Form. Gezeichnet wurde die Serie mit dem Titel Strike the Blood Kochira Saikai Gakuen Chūtō-bu (ストライク・ザ・ブラッド こちら彩海学園中等部) von Ryuryū Akari. Sie wurde im April 2020 abgeschlossen und erschien später in einem Sammelband.

## Anime-Adaptionen
Unter der Regie von Takao Sano entstand bei den Studios Silver Link und Connect eine Anime-Adaption von Strike the Blood für das Fernsehen. Hauptautor war Hiroyuki Yoshino, der zusammen mit Jukki Hanada, Masahiro Yokotani und Shogo Yasukawa auch die Drehbücher schrieb. Das Charakterdesign stammt von Keiichi Sano und die künstlerische Leitung lag bei Michie Watanabe. Die 3D-Animationen leitete Chiaki Kumakura, für den Ton war Jin Aketagawa verantwortlich und für die Kameraarbeit Takeshi Hirooka. 
Die Erstausstrahlung der Serie mit 24 Folgen fand vom 4. Oktober 2013 bis zum 28. März 2014 bei den Sendern Tokyo MX und AT-X statt. Nippon BS, Chubu-Nippon Broadcasting und MBS zeigten den Anime mit einigen Tagen Abstand. Eine englisch untertitelte Fassung wurde von Animax Asia ausgestrahlt und von Crunchyroll mit deutscher Synchronisation sowie in weiteren Sprachen online veröffentlicht. Ebenfalls online veröffentlichte Anime Digital Network eine französisch untertitelte Fassung.
Zu Strike the Blood erschien auch eine Serie von Original Video Animations, beginnend mit Strike the Blood: Valkyria no Ōkoku-hen 2015. Es folgten vier weitere Titel, die die Handlung jeweils fortsetzten. Den Abschluss bildete Strike The Blood FINAL 2022. Bei der Serie führte Hideyo Yamamoto Regie und Hauptautor war Hiroyuki Yoshino. Die Studios waren weiterhin Silver Link und Connect. Als Nebengeschichte zur dritten OVA der Reihe erschien 2020 zudem die OVA Strike The Blood: Kieta Seisō-hen mit 30 Minuten Laufzeit. 

### Synchronisation
Die deutsche Synchronfassung entstand unter der Regie von Robert Kotulla bei Hamburger Synchron.
| Rolle            | japanische Stimme (Seiyū) | deutsche Stimme      |
| ---------------- | ------------------------- | -------------------- |
| Yukina Himeragi  | Risa Taneda               | Franciska Friede     |
| Kojō Akatsuki    | Yoshimasa Hosoya          | Jesse Grimm          |
| Sayaka Kirasaka  | Ikumi Hayama              | Katharina von Keller |
| Asagi Aiba       | Asami Seto                | Dorothee Sturz       |
| Natsuki Minamiya | Hisako Kanemoto           | Souzan Alavi         |
| Motoki Yaze      | Ryōta Ōsaka               | Timo Kinzel          |
| Nagisa Akatsuki  | Rina Hidaka               | Linda Fölster        |

### Musik
Die Musik der Serie stammt von Assumed Sounds. Die beiden Vorspannlieder sind Strike the Blood von Kisida Kyodan & The Akebosi Rockets und Fight 4 Real von Altima. Für die beiden Abspanne verwendete man die Titel Strike my soul von Yuka Iguchi und Signal von Kanon Wakeshima.

## Rezeption
Mit etwa 55.000 verkauften Exemplaren des 16. Bandes zählt die Serie zu den erfolgreichsten in Japan im Jahr 2017. Die übernatürliche romantische Geschichte mit Etchi-Comedy könne mit Genre-Hits wie Blue Exorcist und Blood Lad nicht mithalten, so die AnimaniA, biete aber dennoch genug Potential, dass deren Fans auch hier einmal hereinlesen sollten. Weiter heißt es, die „sauberen Illustrationen und schnörkellosen Panels von Tate sind für ein Erstlingswerk sehr solide, wenngleich die Charakterdesigns etwas ausauschbar geraten sind“.